# Nat and Alex Wolff
The Naked Brothers Band fue una banda de pop rock estadounidense formada en 2007 por Nat Wolff (voz y compositor principal), Alex Wolff (batería y compositor secundario), David Levi (teclado y coros), Allie DiMeco (bajo y coros), Thomas Batuello (contrabajo, bajo y coros) y Qaasim Middleton (guitarra y coros).
Se convirtió en una serie de televisión, producida y escrita por Polly Draper (la madre de los hermanos Wolff), sobre el "documental de la banda".
Aunque la banda se separó en 2009, hoy en día Nat y Alex siguen haciendo música juntos.

## Discografía
| Nombre                                        | Fecha de lanzamiento        | Duración      |
| --------------------------------------------- | --------------------------- | ------------- |
| The Naked Brothers Band: Music from the Movie | 2006                        | 19:00         |
| The Naked Brothers Band                       | 9 de octubre de 2007        | 42:00         |
| I Don't Want to Go to School                  | 16 de abril de 2008         | 41:45         |
| Face In The Hall                              | Entre junio y julio de 2009 | 40:00 - 50:00 |

- Datos: Q6967819